# Lewis Hutchinson
Lewis Hutchinson (1733-16 de marzo de 1773), también conocido como "el Doctor Loco del Castillo Edinburgh", fue un inmigrante escocés en Jamaica, recordado por ser el primer asesino en serie del que se tiene noticia en la isla. Su perfil criminológico se corresponde con el del asesino en serie que mata puramente por placer.

## Biografía

### Primeros años
La documentación concerniente a la vida de Hutchinson antes de emigrar a Jamaica es escasa: lo único que se sabe es que nació en Escocia en 1733 y que probablemente estudió Medicina en su tierra natal. No obstante, se puede deducir que poseía una cierta cantidad de capital, ya que a su llegada a la isla compró una finca con una pequeña mansión, llamada Castillo Edinburgh. Por otra parte, sus vecinos denunciaron numerosas desapariciones de ganado tras la mudanza del doctor, presuntamente porque este capturaba los animales fugados de las granjas vecinas para aumentar sus propios rebaños.

### Asesinatos
Poco después de su llegada a la isla en la década de 1760, comenzaron a producirse desapariciones de viajeros en extrañas circunstancias por la zona de la parroquia de Saint-Ann, su lugar de residencia. Al parecer, el modus operandi del asesino consistía en acechar a los viajeros que transitaban el camino cercano a su mansión, asesinándolos a distancia de un disparo certero con su mosquete. Según los testimonios de sus esclavos, Hutchinson les obligaba a deshacerse de los cadáveres, arrojándolos a un sumidero que fue bautizado como Hutchinson's Hole con posterioridad; empero, ha de tenerse en cuenta que este lugar nunca ha sido identificado con precisión. Por añadidura, sus esclavos llegaron a declarar que cometía actos de vampirismo y canibalismo con los cuerpos de aquellos a quienes asesinaba, entre los que se contaban la ingesta de parte de la sangre de las víctimas o el desmembramiento del cadáver.
Sin embargo, solo existen dos casos plenamente documentados en los que Hutchinson atacó a víctimas desprevenidas, uno de los cuales terminó con la muerte de la víctima. La primera víctima, el doctor Hutton, era propietario de dos plantaciones cercanas a la finca de Hutchinson, con quien Hutton había mantenido serias disputas acerca de los lindes de las tierras de ambos. Fruto de la enemistad entre los dos terratenientes, el "Doctor Loco" robó la espada de Hutton cuando este volvía de una reunión de la milicia local, de la cual era coronel. Posteriormente, el propio Hutton y su hija cayeron en la emboscada que Hutchinson les había tendido a su paso por Grier Park en dirección a Kingston, donde la mujer de Hutton se reuniría con su esposo y su hija para viajar juntos a Inglaterra. Tras ser rescatados por sus esclavos, padre e hija descansaron un par de días y finalmente arribaron a Kingston, donde Hutton interpuso una denuncia por las agresiones sufridas a manos de Hutchinson en la emboscada. Una vez en Inglaterra, Hutton se sometió a una trepanación, en la que los huesos del cráneo lesionados durante la emboscada fueron sustituidos por una prótesis de plata. Para resarcirse del agravio, viajó de vuelta a Jamaica con la intención de reclutar una milicia que le ayudase a cazar a su agresor.
Con todo, el temor a Hutchinson y su reputación de asesino, cuatrero y tirador consumado disuadía a cualquier voluntario potencial a ir en su busca. Solo una persona, el soldado inglés John Callendar, se ofreció para capturar al "Amo loco de Castillo Edinburgh" (otro de los apodos de Hutchinson). Sin embargo, Callendar fue asesinado de un disparo en el corazón por Hutchinson cuando se disponía a arrestarlo, en presencia de un colono blanco; su asesinato es el único plenamente documentado de los muchos que se le atribuyen al "Doctor Loco". Sabiéndose en peligro de ser acusado de asesinato (ya que los blancos, a diferencia de los esclavos negros, eran las únicas personas cuyo testimonio tenía validez legal en la Jamaica colonial), Hutchinson decidió emprender la huida de la isla.

### Detención y juicio
El asesinato de Callendar fue inmediatamente notificado a las autoridades, que declararon a Hutchinson en busca y captura. Acorralado, este huyó inmediatamente a Old Harbor, donde subió a un barco para escapar del Almirante de la Marina Real Británica George Rodney, a quien se le había encomendado la captura del fugitivo. Al percatarse de la presencia de navíos militares británicos, Hutchinson intentó evitar que le arrestasen saltando al mar, pero su cabello pelirrojo le delató cuando buceaba bajo las olas. Fue llevado a cubierta, apresado y puesto a disposición de los tribunales coloniales en Kingston.

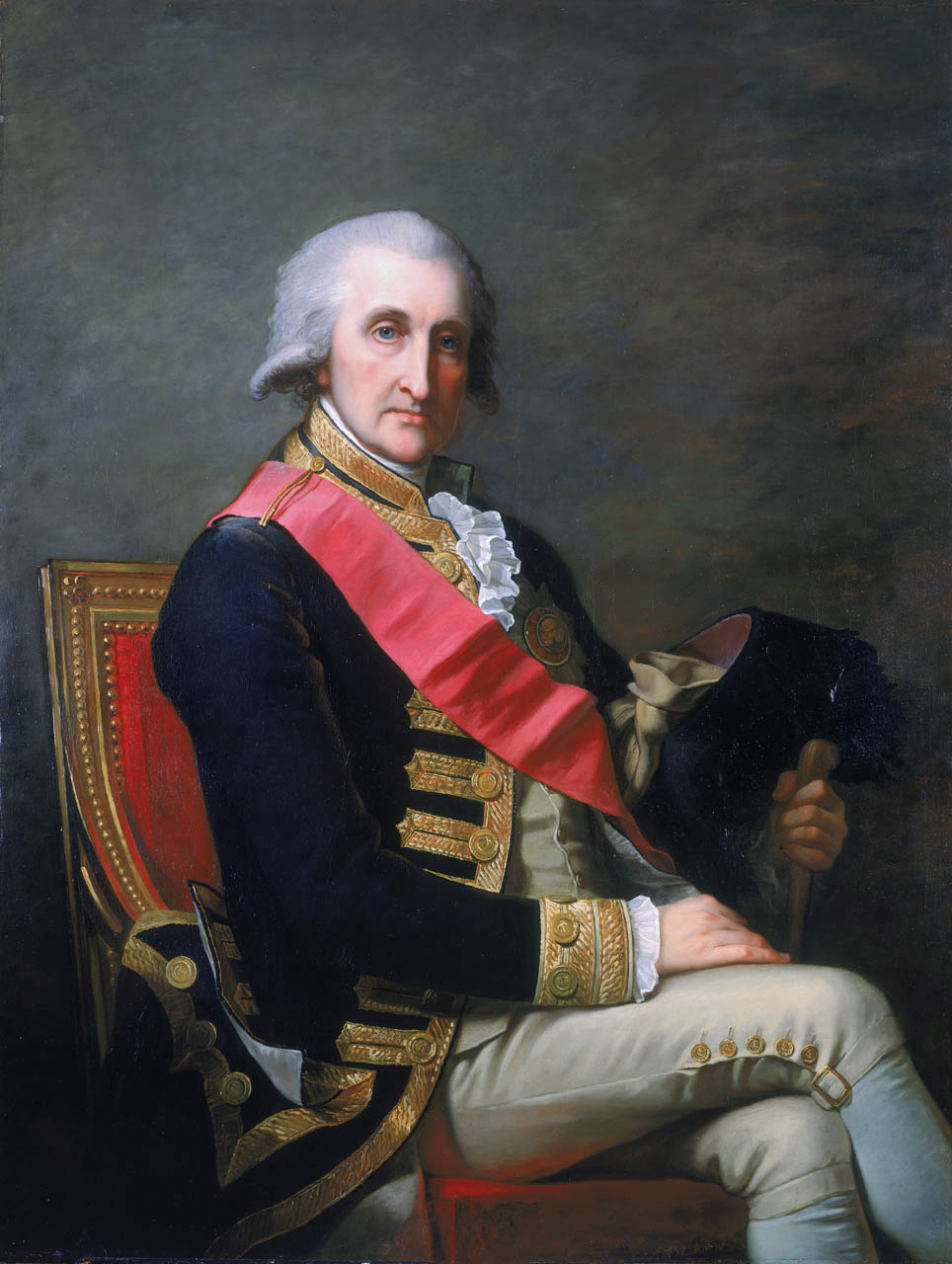
El almirante Rodney, artífice de la detención de Hutchinson.

Una vez estuvo ante el juez, Hutchinson negó todos los asesinatos de los que sus esclavos le acusaban. Debido a la invalidez legal antes mencionada del testimonio de las personas de raza negra, los relatos de horribles abusos y torturas de todo tipo fueron desestimados por el juez. No obstante, el homicidio del soldado Callendar sí fue admitido a trámite como acusación válida, ya que había testigos de raza blanca que estaban legalmente capacitados para dar fe de este crimen. Además, un registro de Castillo Edinburgh se saldó con el hallazgo de numerosas prendas de vestir y 43 relojes de bolsillo, probables indicios de que había asesinado a muchas personas. También se descubrió que había cometido algunos de sus crímenes con otros dos cómplices, los plantadores Roger Maddix y James Walker, que lo habían ayudado a estrangular al maestro de escuela Timothy Cronin y a matar al granjero William Lickley; los dos plantadores fueron condenados a muerte. De hecho, la esposa de Maddix y una tal Miss Elizabeth Thomas, junto a otra mujer llamada Susanna Cole, presenciaron el asesinato de Cronin. Aunque el reloj y el sello del maestro fueron hallados en posesión de Miss Thomas, esta fue absuelta del delito de encubrimiento. Así, Lewis Hutchinson fue declarado culpable únicamente del asesinato de John Callendar (del cual también se declaró inocente) y sentenciado a morir en la horca en consecuencia.

### Ejecución
Hutchinson fue ahorcado en Spanish Town el 16 de marzo de 1773, a la edad de 40 años. Su último deseo fue que se inscribiera un epitafio compuesto por él mismo en su lápida, en el cual acusaba a las autoridades jamaicanas de haber ejecutado a un inocente, aun con todas las pruebas existentes en su contra:

Their sentence, pride and malice, I defy. Despise their power, and like a Roman, die.

Traducción: "A su sentencia, puro orgullo y malicia, yo desafío. Desprecio a su poder, y muero como un romano."

Por razones obvias, su última voluntad no le fue concedida.

## En la cultura popular
Castillo Edinburgh, la residencia de Hutchinson, aparece en el videojuego Assassins Creed III. Connor Kenway, el protagonista ficticio del juego, visita las ruinas de su mansión para buscar los restos del mapa del tesoro del pirata William Kidd.